# 受験・学校 (2ちゃんねる・5ちゃんねるカテゴリ)
受験・学校（じゅけん、がっこう）は、匿名掲示板2ちゃんねる（2ちゃんねる (2ch.net)、2ちゃんねる (2ch.sc)、5ちゃんねる）のカテゴリの1つ。学校や受験に関する話題を扱う板をまとめており、以下の9つの板が存在する。

## 歴史
- 1999年12月6日 - お受験板新設
- 2000年1月28日 - 教育・先生板新設
- 2000年2月5日 - 高校数学板新設
- 2000年2月21日 - 高校数学板を大学受験板に板名変更
- 2000年12月15日 - 専門学校板新設
- 2001年1月12日 - 公務員試験板新設
- 2001年]2月26日 - 美術系学校板新設
- 2004年8月15日 - 大学受験板から分離して大学受験サロン新設
- 2005年11月19日 - 音大・音高板新設
- 2006年1月16日 - 学習塾・予備校板新設
- 2006年2月22日 - 音大・音高板を音楽系学校板に板名変更

## 掲示板
2009年6月現在9個の板からなる。内容的には、受験系の板と学校系の板で全く異なっている。

### 教育・先生板
教育や教員に関する話題について扱う板。正式名称は「教育・先生＠2ch掲示板」である。学校教育のみならず、生涯教育や社会教育、教育政策や教育思想、教育理念などを含む教育全般、または教職員に関するあらゆる話題について扱い、全般的に、教育に携わらない人々による学校教育批判、不祥事糾弾が多い。
板の冒頭にあるローカルルールでは教育全般をテーマとする教育・先生板に、ふさわしい話題を書き込むこと、特定の学校、児童・生徒、教職員に対する煽りや中傷はやめることが求められており、個別の学校や塾・予備校のスレッドは、削除対象となる旨が書かれている。

### 大学受験サロン板
大学受験サロン板は大学受験生の雑談のための板。正式名称は「大学受験サロン＠2ch掲示板」。略称は「受サロ」。大学受験板での馴れ合いを防止するために設けられた隔離板。大学受験板の分割として2004年8月15日に新設される。
大学受験板の自治として受験に関係が薄い馴れ合いや雑談固定の隔離を目的として新設された。基本的に受験に関連する雑談がなされているが、時期によっては学歴を扱ったスレッドが乱立する（センター試験を境に消える）。また、大学受験板と同様に、受験期に書き込み数が倍以上に増えるのが特徴である。
大学受験板は、大学受験に直接的に関連性のある情報や単発行事（大学別受験対策・勉強法・参考書・模試等）
を扱うのに対し、大学受験サロン板では、大学受験や入試に間接的に関連性のあるもの（雑談・ネタ・学年・浪人・受験生活・勉強報告・日記・受験生同士の交流等）を扱う。

### 大学受験板
大学受験板は大学受験に関する話題を扱う板。大学受験に関する情報交換を目的とし、参考書や大学別の受験対策、勉強方法などの入試に関連する情報や、予備校主催の模試や大学入試センター試験などの単発行事を扱う。この板の住人は主に、受験生である。また、大学別スレッドでその大学の学生が受験のアドバイスなどを行っている。なお、大学受験板ではあるが、大学校のスレッドも存在し、受け容れられている。
板の冒頭では雑談やネタ、勉強報告などは「大学受験サロン板」へ、ランキング、学歴、学歴社会に関する話題は「学歴ネタ板」へ、中学、高校に関する話題は「お受験板」へ行くように誘導がなされている。また、特定の大学に対する煽り、中傷はさけるように書かれている。

### 学習塾・予備校板
学習塾・予備校板は学習塾や予備校に関する話題を扱う板。
大学受験板から学習塾・予備校や予備校講師の話題を隔離するために開設された板である。大学受験や予備校に関する話題を扱うインターネット掲示板のミルクカフェがあるためか、書き込み数は大学受験板に比べると少なくなっている。 

### お受験板
幼稚園・小学校・中学校・高校受験に関する話題を扱う板。板の役割は、受験生およびその保護者のための議論・情報交換の場となることである。しかし実際のところは、一つの学校（特に高校）だけの話題を扱うスレッドが多く、かつてはそれらの学校スレッドが在校生や卒業生の溜まり場状態となっていた。しかし近年ではTwitter、FacebookなどのSNSの台頭により10代の投稿者が激減傾向にあり、大学受験板や大学受験サロン板よりも平均年齢層が高いものとされる。受験情報とは無縁の話題で占められるケースも日常茶飯事である。名無しの由来は、板創設初期には塾関係者など、現状では学校の同級生や教師という対象の変遷はあれ、板内での実名攻撃が極めて多い事によるもの。東京大学合格者ランキングや、主観的な高校のランク付けが頻繁に行われている。

### 専門学校板
高等専門学校、専門学校、高等専修学校、専修学校、各種学校の話題を扱う板。これらに関する内容であれば特に制限はないので、スレッドの内容は多様である。大学関係の板ほどではないが、学歴に関する話題もあり、大卒と専門卒、専門卒と高卒という対立形式ができている。正式名称は「専門学校＠2ch掲示板」。2000年12月15日に新設。

### 美術系学校板
美術・デザイン学校板は美術系、デザイン系の学校に関する話題を扱う板。 芸術デザイン板から学校に絡むレベル談義のスレを隔離するために開設された板である。
芸術デザイン板は、もどもと人口が少なかったため、芸術デザインという大きな括りでは、他の板で見られるような共通の話題が少なく、しいて共通の話題を挙げるとすれば美大や専門学校に関する話題くらいであった。そのため、自然と学校のレベル談義などが話題の中心になり、特定の学校のスレッドが荒れ始めた。それがもとで、一般のスレッドも荒れ始めたため、学校ネタを隔離するために美術系学校板が作られた。

### 音楽系学校板
音楽大学などの音楽系の学校に関する話題を扱う板。 

### 公務員試験板
公務員試験に関する話題を扱う板。教員、警察官、自衛官の採用試験はそれぞれの専門板で扱う。